# Llista d'escultures públiques de Sitges
Aquesta llista d'escultures públiques de Sitges recull una relació d'escultures situades a les vies públiques de la població garrafenca de Sitges.
| Títol                                     | Descripció | Autor/Data                                                            | Material | Localització                                                                                              | Codi | Imatge |
| ----------------------------------------- | --- | --------------------------------------------------------------------- | -------- | --- | ---- | --- |
| Monument a El Greco                       | Dedicada a El Greco | Josep Reynés (escultura); Jaume Sunyer i Juncosa (pedestal) 1898      |          | passeig de la Ribera 41° 14′ 06″ N, 1° 48′ 33″ E / 41.235°N,1.80919166666667°E                            |      | Monument a El Greco (Sitges) · Vegeu més fotos d'aquesta obra · Carregueu una nova foto d'aquesta obra         |
| Monument al Doctor Robert                 | Dedicada a Bartomeu Robert, d'origen sitgetà i alcalde de Barcelona | Josep Reynés 1907                                                     |          | pl. de l'Ajuntament 41° 14′ 06″ N, 1° 48′ 42″ E / 41.235°N,1.81166666666667°E                             |      | Monument al Doctor Robert (Sitges) · Vegeu més fotos d'aquesta obra · Carregueu una nova foto d'aquesta obra   |
| Monument al Doctor Benaprès               | | Miquel Utrillo (projecte); Enric Casanovas (placa i realització) 1916 |          | passeig de la Ribera 41° 13′ 47″ N, 1° 47′ 41″ E / 41.2297833333333°N,1.79479722222222°E                  |      | Monument al Doctor Benaprès (Sitges) · Carregueu una nova foto d'aquesta obra                                  |
| Apol·lo                                   | Donació Pérez Rosales (1977) |                                                                       |          | jardins de la Fragata 41° 14′ 06″ N, 1° 48′ 38″ E / 41.2348694444444°N,1.81041666666667°E                 |      | Estàtua d'Apol·lo (Sitges) · Carregueu una nova foto d'aquesta obra                                            |
| Cleopatra                                 | Donació Pérez Rosales (1977) |                                                                       |          | pl. Dr. Pérez Rosales 41° 14′ 25″ N, 1° 48′ 39″ E / 41.2404138888889°N,1.81089444444444°E                 |      | Estàtua de Cleopatra (Sitges) · Carregueu una nova foto d'aquesta obra                                         |
| Diana                                     | Donació Pérez Rosales (1977) |                                                                       |          | jardins de la Fragata 41° 14′ 05″ N, 1° 48′ 38″ E / 41.234775°N,1.81046388888889°E                        |      | Estàtua de Diana (Sitges) · Carregueu una nova foto d'aquesta obra                                             |
| Faune i nimfa                             | Donació Pérez Rosales (1977) |                                                                       |          | pl. Dr. Pérez Rosales 41° 14′ 26″ N, 1° 48′ 39″ E / 41.240475°N,1.81077777777778°E                        |      | Estàtua "Faune i nimfa" (Sitges) · Carregueu una nova foto d'aquesta obra                                      |
| Figura femenina                           | Donació Pérez Rosales (1977) |                                                                       |          | pl. Dr. Pérez Rosales 41° 14′ 26″ N, 1° 48′ 40″ E / 41.2404277777778°N,1.81097777777778°E                 |      | Estàtua "Figura femenina" (Sitges) · Carregueu una nova foto d'aquesta obra                                    |
| Lucrècia                                  | Donació Pérez Rosales (1977) |                                                                       |          | pl. Dr. Pérez Rosales 41° 14′ 26″ N, 1° 48′ 39″ E / 41.240475°N,1.81092222222222°E                        |      | Estàtua de Lucrècia (Sitges) · Carregueu una nova foto d'aquesta obra                                          |
| Mercuri                                   | Donació Pérez Rosales (1977) |                                                                       |          | jardins de la Fragata 41° 14′ 05″ N, 1° 48′ 39″ E / 41.2346111111111°N,1.81083333333333°E                 |      | Estàtua de Mercuri (Sitges) · Carregueu una nova foto d'aquesta obra                                           |
| Norai i àncora                            | Monument commemoratiu que recorda la tradició marinera de la vila |                                                                       |          | jardins de la Fragata 41° 14′ 05″ N, 1° 48′ 37″ E / 41.2348305555556°N,1.81040277777778°E                 |      | Escultura "Norai i àncora" (Sitges) · Carregueu una nova foto d'aquesta obra                                   |
| Dona asseguda nua                         | | Josep Busquets i Òdena 1965                                           |          | passeig de la Ribera 41° 14′ 05″ N, 1° 48′ 27″ E / 41.234660°N,1.807601°E                                 |      | Dona asseguda nua · Carregueu una nova foto d'aquesta obra                                                     |
| La Sirena                                 | | Pere Jou 1965                                                         |          | escales de la Punta 41° 14′ 03″ N, 1° 48′ 40″ E / 41.2342611111111°N,1.810975°E                           |      | Estàtua "La Sirena" (Sitges) · Carregueu una nova foto d'aquesta obra                                          |
| Cap de Crist                              | | Josep Cañas 1969-1971                                                 |          | baluard Vidal i Quadras 41° 14′ 07″ N, 1° 48′ 48″ E / 41.2352777777778°N,1.81322222222222°E               |      | Estàtua "Cap de Crist" (Sitges) · Carregueu una nova foto d'aquesta obra                                       |
| Monument als castells                     | | Joan Gallego 1974                                                     |          | pl. dels Castellers 41° 14′ 17″ N, 1° 49′ 03″ E / 41.2381944444444°N,1.81746944444444°E                   |      | Monument als castellers (Sitges) · Carregueu una nova foto d'aquesta obra                                      |
| Monument a G.K.Chesterton                 | Dedicat a Gilbert Keith Chesterton | Manuel Muns (medalló); Agustí Albors (pedestal) 1976                  |          | passeig de la Ribera 41° 14′ 04″ N, 1° 48′ 23″ E / 41.2344194444444°N,1.80648888888889°E                  |      | Monument a G.K.Chesterton (Sitges) · Carregueu una nova foto d'aquesta obra                                    |
| Monument a Ignasi Agustí                  | Dedicat a Ignasi Agustí | Manuel Muns (escultura); Agustí Albors (pedestal) 1976                |          | pl. Ignasi Agustí 41° 13′ 46″ N, 1° 47′ 30″ E / 41.2293527777778°N,1.79162222222222°E                     |      | Monument a Ignasi Agustí (Sitges) · Carregueu una nova foto d'aquesta obra                                     |
| Monument a Francesc Armengol i Duran      | Dedicat a Francesc Armengol i Duran | Fontanals-Via (plafó); ? (pedestal) 1977                              |          | cruïlla c. Balmes-c.Toledo 41° 13′ 46″ N, 1° 47′ 26″ E / 41.2295666666667°N,1.79051944444444°E            |      | Monument a Francesc Armengol i Duran (Sitges) · Carregueu una nova foto d'aquesta obra                         |
| Monument a Santiago Rusiñol               | Dedicat a Santiago Rusiñol | Nicolau Ortiz i Serra 1977                                            |          | c/ Port de n'Alegre 41° 14′ 09″ N, 1° 48′ 47″ E / 41.2358055555556°N,1.81311944444444°E                   |      | Monument a Santiago Rusiñol (Sitges) · Vegeu més fotos d'aquesta obra · Carregueu una nova foto d'aquesta obra |
| Monument al pintor Pere Pruna             | Dedicat a Pere Pruna | Lluïsa Sallent-Castellà (escultura); Agustí Albors (pedestal) 1981    |          | passeig de la Ribera 41° 14′ 03″ N, 1° 48′ 20″ E / 41.2340944444444°N,1.80551944444444°E                  |      | Monument al pintor Pere Pruna (Sitges) · Carregueu una nova foto d'aquesta obra                                |
| Pubilla de Catalunya                      | | 1986                                                                  |          | passeig de la Ribera 41° 14′ 03″ N, 1° 48′ 19″ E / 41.2340472222222°N,1.80529722222222°E                  |      | Monument "Pubilla de Catalunya" (Sitges) · Carregueu una nova foto d'aquesta obra                              |
| Columna de sorra                          | «Fitxa, al web municipal». | Àlex Papalini Lamprecht 1987                                          |          | passeig de la Ribera 41° 14′ 03″ N, 1° 48′ 21″ E / 41.2342027777778°N,1.80581111111111°E                  |      | Columna de sorra (Sitges) · Carregueu una nova foto d'aquesta obra                                             |
| Les Quatre Barres                         | | Agustí Albors i Soler 1998                                            |          | plaça de Catalunya 41° 14′ 28″ N, 1° 48′ 42″ E / 41.2411111111111°N,1.81152777777778°E                    |      | Les Quatre Barres (Sitges) · Carregueu una nova foto d'aquesta obra                                            |
| Willy                                     | | Jordi Baijet Anchón 2000                                              |          | port d'Aiguadolç 41° 14′ 05″ N, 1° 49′ 33″ E / 41.234826°N,1.825763°E                                     |      | Willy · Carregueu una nova foto d'aquesta obra                                                                 |
| Sitges a la Flama de la Sardana           | | 2004                                                                  |          | passeig de la Ribera 41° 14′ 03″ N, 1° 48′ 20″ E / 41.2341388888889°N,1.80566944444444°E                  |      | Monument "Sitges a la Flama de la Sardana" (Sitges) · Carregueu una nova foto d'aquesta obra                   |
| Homenatge a la Lleva del Biberó de Sitges | Dedicat a la Lleva del Biberó de Sitges | 2004                                                                  |          | parc de Can Bóta 41° 14′ 12″ N, 1° 48′ 17″ E / 41.2365555555556°N,1.80480555555556°E                      |      | Homenatge a la Lleva del Biberó de Sitges (Sitges) · Carregueu una nova foto d'aquesta obra                    |
| Monument a Lluís Companys                 | Dedicat a Lluís Companys | Víctor Berbegal 2006                                                  |          | c/ Lluís Companys 41° 14′ 23″ N, 1° 49′ 00″ E / 41.2397833333333°N,1.81666666666667°E                     |      | Monument a Lluís Companys (Sitges) · Carregueu una nova foto d'aquesta obra                                    |
| Onades                                    | | Xavier Corberó 2006                                                   |          | rotonda Camí Capellans/ps. Vilafranca 41° 14′ 29″ N, 1° 48′ 21″ E / 41.2415138888889°N,1.80586111111111°E |      | Escultura "Onades" (Sitges) · Carregueu una nova foto d'aquesta obra                                           |
| Sitges contra l'homofòbia                 | Dedicat a la lluita contra l'homofòbia | 2006                                                                  |          | passeig de la Ribera                                                                                      |      | Sitges contra l'homofòbia · Vegeu més fotos d'aquesta obra · Carregueu una nova foto d'aquesta obra            |
| Au aquàtica                               | | Gonzalo Torres 2007                                                   |          | pl. Joan Espinalt i Mas 41° 14′ 52″ N, 1° 48′ 05″ E / 41.2476666666667°N,1.8015°E                         |      | Escultura "Au aquàtica" (Sitges) · Carregueu una nova foto d'aquesta obra                                      |
| Cris                                      | | Marta Solsona Bellera 2007                                            |          | c/ Port de n'Alegre 41° 14′ 11″ N, 1° 48′ 52″ E / 41.2362777777778°N,1.81455277777778°E                   |      | Estàtua "Cris" (Sitges) · Carregueu una nova foto d'aquesta obra                                               |
| Dona mirant al mar                        | | Horacio Elena Romero 2007                                             |          | av. dels Balmins 41° 14′ 11″ N, 1° 49′ 00″ E / 41.2363333333333°N,1.81663888888889°E                      |      | Estàtua "Dona mirant al mar" (Sitges) · Carregueu una nova foto d'aquesta obra                                 |
| Homenatge a la indústria sabatera         | | Joaquim Budesca i Català 2007                                         |          | passeig de la Ribera 41° 14′ 03″ N, 1° 48′ 22″ E / 41.2342916666667°N,1.80609722222222°E                  |      | Monument "Homenatge a la indústria sabatera" (Sitges) · Carregueu una nova foto d'aquesta obra                 |
| Postal de Sitges                          | | Joan Iriarte i Ibarz 2007                                             |          | baluard Vidal i Quadras 41° 14′ 07″ N, 1° 48′ 48″ E / 41.235375°N,1.81334722222222°E                      |      | Escultura "Postal de Sitges" (Sitges) · Carregueu una nova foto d'aquesta obra                                 |
| Vela                                      | | Antoni Rosselló Til 2007                                              |          | rotonda Camí Capellans-av. Sofia 41° 14′ 27″ N, 1° 47′ 54″ E / 41.2409527777778°N,1.79825555555556°E      |      | Escultura "Vela" (Sitges) · Carregueu una nova foto d'aquesta obra                                             |
| Bottrop                                   | | Andreu Alfaro 2008                                                    |          | rotonda de Can Perico 41° 14′ 18″ N, 1° 48′ 25″ E / 41.2383777777778°N,1.80694444444444°E                 |      | Escultura "Bottrop" d'Andreu Alfaro (Sitges) · Carregueu una nova foto d'aquesta obra                          |
| La Noia de la Malvasia                    | Al peu de l'escultura hi figura la inscripció del poeta Trinitat Catasús que diu "També les noies duen uns jerseis clars i prims quan la vinya tornen amb els primers vins". L'obra recorda als sitgetans que van treballar en la collita de la malvasia. La imatge d'una noia alegre transmet els valors del treball i de la llibertat. L'obra fou treballada durant més de vuit mesos amb la tècnica anomenada "cera perduda" i té un pes total de 200 quilos i el bronze com a material principal. | Ramon Cuello 2008                                                     |          | jardins de la Fragata 41° 14′ 04″ N, 1° 48′ 39″ E / 41.2344972222222°N,1.81094444444444°E                 |      | Escultura "La Noia de la Malvasia" (Sitges) · Carregueu una nova foto d'aquesta obra                           |
| Pinzellades en el temps                   | | Dam de Nogales (Verónica Nogales i Edwin Dam) 2008                    |          | rotonda davant l'Hotel Melià, Aiguadolç 41° 14′ 14″ N, 1° 49′ 25″ E / 41.237357°N,1.823571°E              |      | Escultura "Pinzellades en el temps" (Sitges) · Carregueu una nova foto d'aquesta obra                          |
| Sitges                                    | | Josep Maria Subirachs 2008                                            |          | av. de Vilafranca 41° 14′ 24″ N, 1° 48′ 21″ E / 41.2400222222222°N,1.80592222222222°E                     |      | Escultura "Sitges" de Subirachs (Sitges) · Carregueu una nova foto d'aquesta obra                              |
| Dona mediterrània                         | | Lluïsa Granero 2009                                                   |          | passeig de Sant Sebastià 41° 14′ 10″ N, 1° 48′ 57″ E / 41.2361111111111°N,1.81570555555556°E              |      | Estàtua "Dona mediterrània" (Sitges) · Vegeu més fotos d'aquesta obra · Carregueu una nova foto d'aquesta obra |
| Monument a Facundo Bacardí                | Dedicat a Facund Bacardí i Massó | Lorenzo Quinn 2009                                                    |          | passeig de la Ribera 41° 14′ 05″ N, 1° 48′ 26″ E / 41.2345972222222°N,1.80722222222222°E                  |      | Monument a Facundo Bacardí (Sitges) · Carregueu una nova foto d'aquesta obra                                   |
| Tors núm. 5                               | | Horacio Elena Romero 2009                                             |          | c/ Port de n'Alegre 41° 14′ 11″ N, 1° 48′ 55″ E / 41.2364305555556°N,1.81530277777778°E                   |      | Escultura "Tors núm. 5" (Sitges) · Carregueu una nova foto d'aquesta obra                                      |
| Santiago Rusiñol i Ramon Casas            | Dedicat a Santiago Rusiñol i Ramon Casas | Ramon Cuello 2011                                                     |          | passeig de la Ribera 41° 14′ 05″ N, 1° 48′ 36″ E / 41.2348333333333°N,1.8099°E                            |      | Escultura "Santiago Rusiñol i Ramons Casas" (Sitges) · Carregueu una nova foto d'aquesta obra                  |